# Sferisterio
L'sferisterio (mot italià; en plural sferisteri) és la pista de joc per a les modalitats pallone col bracciale i pallapugno del joc de pilota italià, el pallone.

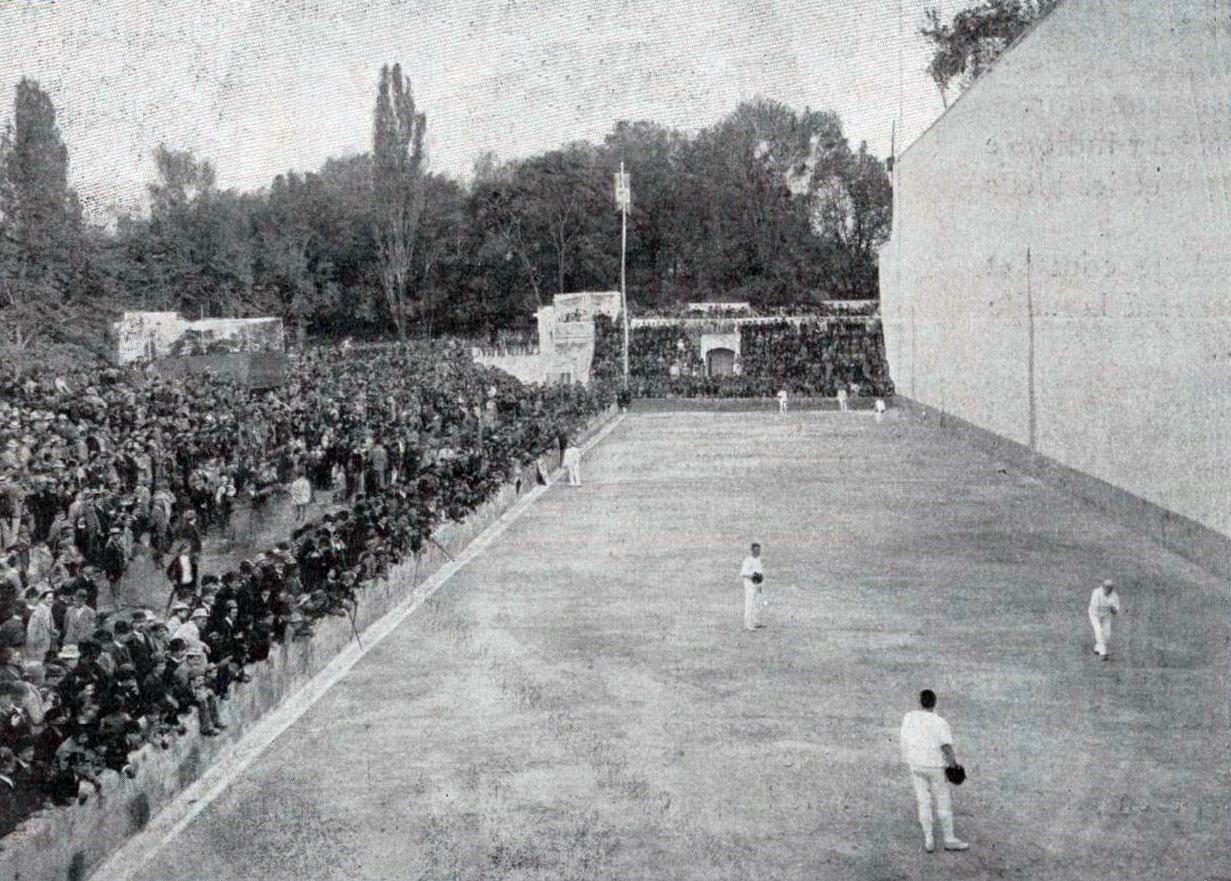
Sferisterio delle Cascine, a Florència, final del segle XIX

## Pista de joc
Un sferisterio és un terreny pla i rectangular que en un dels costats llargs té un mur de suport amb una xarxa. Les mesures canvien segons la modalitat que s'hi jugue:
- Pallone col bracciale: 16 m d'ample per 86 m de llarg.
- Pallapugno: 18 m d'ample per 90 m de llarg.

## Història
L'origen del mot és el grec σφαιριστήριον (sphairistérion), un annex dels gimnasos grecs on es practicava un joc de pilota, el fol·lis. Hom suposa que dels grecs passà als romans, i aquests escamparen els jocs de pilota arreu d'Europa i donaren lloc als esports que compten les ratlles (les llargues valencianes, el ballepelote belga, les chazas castellanes i sud-americanes, el joc de pilota a mà frisó, el laxoa basc i el pallone italià).
Al segle xix, amb la popularitat del pallone col bracciale, es construeixen sferisteri amb aforament per a milers d'espectadors, com l'Sferisterio delle Cascine a Florència i el de Macerata.
Al segle xx els de més renom són per al pallone elastico, com l'Sferisterio Edmondo de Amicis de Torí, el primer amb il·luminació artificial.